# Anna O. Szust

Anna O. Szust é uma cientista fictícia, doutorada em História das Ciências Sociais que, apesar de nunca ter publicado um único artigo científico e não ter nenhuma experiência como revisora ou editora, foi aceita como editora por várias revistas científicas. Seu sobrenome, Oszust, significa "uma fraude" em polonês. Dr. Szust foi criada por Dr's Piotr Sorokowski, Emanuel Kulczycki, Agnieszka Sorokowska e Katarzyna Pisanski do Instituto de Psicologia da Universidade de Wrocław e Universidade de Adam Mickiewicz na Polônia.